# Torin Koos
Torin Christian Koos (Minneapolis, 19 luglio 1980) è un ex fondista statunitense.

## Biografia
In Coppa del Mondo ha esordito il 14 gennaio 2001 e nel 2004 a Soldier Hollow (12°/11°) e poi ha ottenuto il primo podio il 28 gennaio 2007 a Otepää (3°).
In carriera ha preso parte a quattro edizioni dei Giochi olimpici invernali, Salt Lake City 2002 (35° nella sprint), Torino 2006 (36° nella sprint), Vancouver 2010 (36° nella sprint, 9° nella sprint a squadre, 13° nella staffetta) e Soči 2014 (37° nella sprint), e a sei dei Campionati mondiali (10° nella sprint a squadre a Oslo 2011 il miglior risultato).

## Palmarès

### Coppa del Mondo
- Miglior piazzamento in classifica generale: 48º nel 2007
- 1 podio (individuale):
  - 1 terzo posto